# Stylidium periscelianthum
Stylidium periscelianthum este o specie de plante dicotiledonate din genul Stylidium, familia Stylidiaceae, ordinul Asterales, descrisă de R. Erickson și Amp; J. H. Willis. Conform Catalogue of Life specia Stylidium periscelianthum nu are subspecii cunoscute.